# 349499 Dechirico
349499 Dechirico è un asteroide della fascia principale. Scoperto nel 2008, presenta un'orbita caratterizzata da un semiasse maggiore pari a 2,2665546 au e da un'eccentricità di 0,1536886, inclinata di 2,96744° rispetto all'eclittica.
È dedicato a Giorgio de Chirico, celebre pittore italiano.